# Benjamin Fletcher
Benjamin Fletcher (Reading, 13 marzo 1992) è un judoka britannico naturalizzato irlandese.
Nel 2016 ha partecipato ai Giochi della XXXI Olimpiade venendo eliminato al primo incontro per ippon dal georgiano Beka Ghviniashvili.

## Palmarès

### Vittorie nel circuito IJF
| Data            | Località | Paese   | Categoria  |
| --------------- | -------- | ------- | ---------- |
| 21 gennaio 2018 | Tunisi   | Tunisia | Grand Prix |